# 탐식

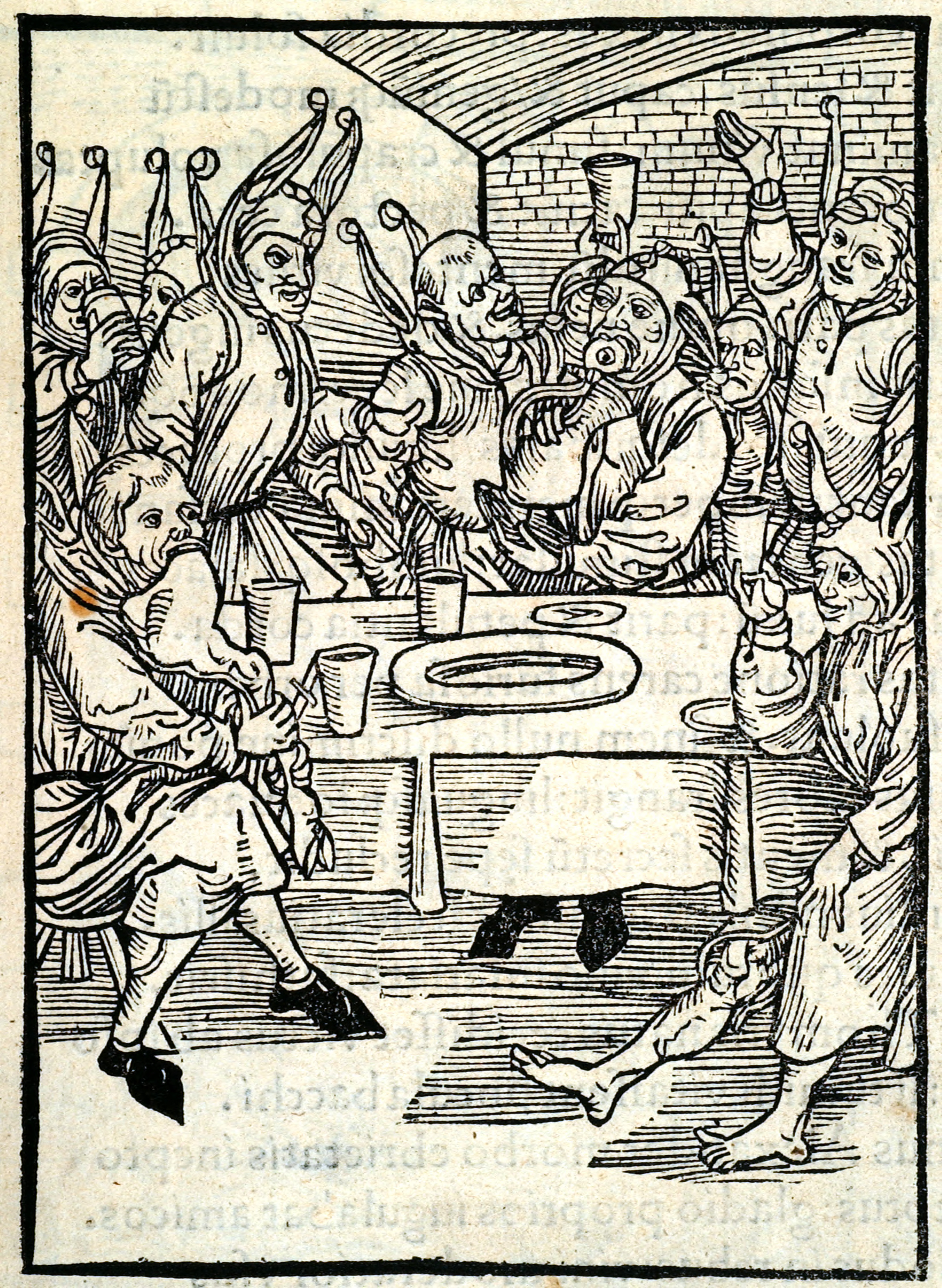
탐식을 나타내는 목판화

탐식 (貪食)은 특히 지위 상징으로서의 음식, 음료 또는 사치품의 과방종과 과소비를 뜻한다.
기독교에서는 음식에 대한 과도한 열망으로 인해 가난한 사람들이 음식을 먹지 못하게 되면 죄로 간주된다. 일부 기독교 교파에서는 탐식을 칠죄종 중 하나로 여긴다.

## 같이 보기
- 먹방